# Pierre de Pise
Pierre de Pise (connu également sous son nom latin Petrus Pisanuns) est un grammairien, poète et diacre d’origine italienne au VIIIe siècle. Il est né en 744 et est mort au plus tard en 799 en Italie.

## Biographie

### Naissance
Pierre de Pise est né en 744 en Italie. Très peu de choses sont connues du début de sa vie. Toutefois, il semblerait qu’il bénéficiait déjà d’une certaine renommée en tant qu’intellectuel lorsqu’il n’était encore qu’un jeune homme.

### Arrivée à la cour de Charlemagne
En 774, le roi franc Charlemagne conquit le royaume lombard dans lequel Pierre enseignait alors à l’université de Pavie. À la suite de cette conquête, soit en 776, Charlemagne décide de ramener le grammairien avec lui en Gaule. Cela semble être dû, en partie, au rôle de Pierre à la cour lombarde de Pavie en tant qu’intellectuel. En effet, selon les dires d’Alcuin dans une missive qu’il adresse au roi franc en 799, il assiste à un débat théologique entre deux hommes, un de ces hommes étant Pierre. D’ailleurs, il devient un ami d’Alcuin après leur rencontre à Pavie durant le voyage à Rome de ce dernier.
Un autre facteur pouvant servir à expliquer la décision de Charlemagne de ramener l’Italien avec lui à sa cour est probablement son désir de promouvoir l’éducation au sein de son royaume. Effectivement, Charlemagne était préoccupé par la question de l’éducation. Il craignait que la compréhension des textes sacrés soit en déclin dans l’empire franc. Il décida ainsi d’établir des écoles à travers son royaume. Il espérait qu’en intégrant ces changements, les modèles classiques de l’orthographe et de la grammaire seraient assurés. Il semblerait aussi que la situation n’était pas la même dans d’autres pays tels que l’Angleterre, l’Irlande, l’Espagne et, bien sûr, l’Italie. En France, la chute de l’empire romain due aux conquêtes barbares et les réformes religieuses carolingiennes associaient désormais l’éducation aux monastères et aux cathédrales. En Italie, l’éducation ne suivit pas la même direction dans son évolution à la même époque. En effet, les traditions éducatives romaines n’étaient pas totalement disparues. De plus, même s’il est évident que les écoles ecclésiastiques étaient présentes en Italie, elles n’en avaient pas le monopole. De ce fait, les professeurs ecclésiastiques étaient fréquents, mais les professeurs laïcs l’étaient aussi. Ce n’est donc pas par hasard que Charlemagne se tourna vers ces pays, particulièrement l’Italie du Nord, afin d’y trouver des intellectuels lettrés, comme Pierre de Pise, qui pourraient l’aider.
En outre, comme la chrétienté se répandait à travers l’Europe, la langue latine se répandait elle aussi. Les natifs de pays celtes ou encore germaniques devenaient de plus en plus exposés à cette langue qui représentait désormais l’Église. Toutefois, comme l’empire romain ne s’était pas étendu si loin, les gens à l’est du Rhin parlait toujours une langue germanique. Il était alors difficile pour eux d’apprendre le latin, et encore plus étant donné que plusieurs étaient illettrés dans leur propre langue. Néanmoins, depuis le IVe siècle déjà, la Bible et ses commentaires étaient rédigés en latin. Ainsi, afin de comprendre les textes sacrés et les enseignements d’intellectuels comme Saint Augustin, la lecture du latin devenait primordiale. Malheureusement, le matériel éducatif qui était disponible afin d’apprendre le latin était souvent inadéquat. De plus, bien souvent, ce matériel était aussi pour un niveau déjà avancé. Les premiers manuels éducatifs non plus destinés à un niveau avancé de latin n’apparaissent que dans les années 600. Pouvant être répertoriés en trois grandes catégories, ces nouveaux manuels vont mener à l’éducation du latin durant la période carolingienne. Par conséquent, l’inquiétude de Charlemagne concernant la compréhension des textes sacrés par son peuple provient partiellement de cette situation.

### Vie à la cour de Charlemagne
L’arrivée de Pierre de Pise à la cour du roi aide également à comprendre le rayonnement culturel et intellectuel de la cour de Pavie. De plus, cela atteste aussi de l’étendue de la provenance des membres de la cour franque. Par ailleurs, cela permet aussi de constater le rôle des intellectuels de la cour du royaume lombard sur celle de Charlemagne.
En effet, Pierre, accompagné des Italiens Paul Diacre et Paulin d'Aquilée, participa à la « renaissance carolingienne ». Il fut aussi un des premiers à joindre la cour du roi franc. Il était alors déjà un vieil homme, mais restait tout de même toujours très connu pour son savoir selon les écrits d’Alcuin. La date exacte à laquelle Pierre rejoint la cour du roi reste incertaine. Il est cependant assez probable d’attester qu’il assuma diverses fonctions à l’école palatiale entre 775 et 780. D’ailleurs, l’école était instaurée depuis au moins le IVe siècle. Au VIIIe siècle, elle avait acquis une certaine renommée pour l’enseignement qu’elle offrait aux prêtres, mais aussi aux laïcs. Ce changement s’inscrit dans une période de bouleversements du système éducatif français ainsi qu’anglais à cette époque. C’était désormais des professionnels, comme Pierre, qui s’occupaient de l’enseignement.
Toutefois, il est possible que Pierre enseignait selon l’héritage classique romain. En effet, il semblerait qu’il ne se préoccupait pas d’enseigner selon la pensée chrétienne une fois arrivé à la cour de Charlemagne. Il préférait enseigner l’usage correct du latin, certes, mais surtout l’appréciation des auteurs classiques et ainsi la conservation des traditions littéraires antiques. Il est probable que l’enthousiasme envers le classicisme à la cour proviendrait de son influence. Pierre serait, en conséquence, responsable de la présence de références classiques à l’intérieur des poèmes d’Angilbert, d’Ermolaus et de Modoin ainsi qu’aux similitudes entre une œuvre d’Éginhard et une de Suétone. Or, c’est probablement ce nouvel enthousiasme pour le classicisme qui serait à l’origine de l’émergence de certains intellectuels comme Loup de Ferrières. Il est aussi possible que ce désir de perpétuer les traditions romaines provenait de Charlemagne lui-même.
En effet, il semblerait que le roi encourageait l’éducation classique romaine et, conséquemment, l’utilisation du latin à la cour franque. De plus, dès le tournant du IXe siècle, Charlemagne avait déjà comme membres à sa cour de nombreux poètes, grammairiens et intellectuels parmi lesquels se trouvait Pierre de Pise. Ainsi, il est évident que Charlemagne et sa cour attirait une élite déjà instruite, ce qui coïncide avec la renaissance carolingienne. C’est d’ailleurs cet événement qui mena à la copie et à la recherche d’œuvres littéraires classiques de la fin de l’Antiquité. Plusieurs intellectuels tels qu'Alcuin, Waldo de Reichneau, Paul Diacre et Pierre de Pise furent ainsi au cœur de cette renaissance, car ils y participèrent activement.
En outre, il semblerait que les membres de la cour franque et, plus particulièrement, le cercle proche de Charlemagne, constituait une sorte « d’académie royale » des sciences et des arts. En effet, les membres tenaient des symposiums littéraires et s’attribuaient des noms de plume provenant de la Bible ou d’œuvres classiques. De plus, lorsque Pierre parlait en termes élogieux des talents littéraires de Paul Diacre, il le comparait à Homère, Virgile, Philon d'Alexandrie, Tertullien, Horace, ou bien encore à Tibulle.
Par ailleurs, Charlemagne demanda aussi à Pierre de devenir son principal professeur de latin. De plus, selon les écrits biographiques d’Éginhard sur celui-ci, Pierre était aussi le grammairien principal de Charlemagne. La grammaire latine enseignée par Pierre, toujours selon Éginhard, était principalement de style insulaire élémentaire, mais elle incluait aussi des caractéristiques distinctement carolingiens. Il avait aussi une méthode bien à lui que plusieurs historiens actuels lui attribuent. Cette méthode est celle d’utiliser une série de questions concernant la nature d’un mot. Elle resta d’ailleurs utilisée pour plusieurs siècles dans le monde de l’éducation. Les textes de grammaires de Pierre permettent aussi de constater les transformations survenues dans l’éducation du latin à cette période. Cette méthode encourageaient des discussions alors que d’autres encourageaient des réponses plus ouvertes. D’autres grammairiens ont utilisé cette méthode, mais l’utilisation la plus ancienne est attribuée à Pierre. Enfin, une autre particularité de la grammaire latine de Pierre était son utilisation d’éléments logiques.
En plus d’être un grammairien, Pierre était aussi un poète prolifique. Plusieurs de ses poèmes offrent une vision personnelle du fonctionnement de la cour de Charlemagne. De plus, la poésie latine devenait de plus en plus populaire. Or, à la cour du roi, la majorité des membres étaient également poètes. De ce fait, un bon nombre d’entre eux tentaient de se surpasser les unes les autres de façon amicale en utilisant humour et jeux de mots. C’est dans ce contexte que plusieurs des poèmes moqueurs de Pierre ont été rédigés au nom du roi. Ce genre de poèmes est souvent appelé « poésie de groupe », car il fait l’utilisation de blagues, de diminutifs. Cela permet aux lecteurs de comprendre qu’il lit une poésie provenant d’un groupe social très proche. Ce genre est aussi un élément unique de la cour de Charlemagne et de ce fait des écrits de ses poètes, comme Pierre. D’ailleurs, des exemples de l’utilisation de ce genre de poèmes se retrouvent dans des lettres échangées entre Pierre, Paul et Charlemagne entre 782 et 786. Ces lettres contiennent des énigmes et des blagues au détriment de l’un et de l’autre. La popularité de ces poèmes attira même d’autres membres de la cour.
Pierre rédigea aussi, à la demande de Charlemagne, d’autres genres de poèmes comme celui adressé Paul Diacre afin de souligner son arrivée à la cour en 783. Plusieurs de ses poèmes sont toujours conservés actuellement. Enfin, Pierre rédigea aussi beaucoup de poèmes épistolaires à l’intention de Charlemagne. Dans ceux-ci, il lui rendait hommage et le remerciait d’avoir fait construire de nombreuses églises et d’agir comme « Père de son peuple ».

### Devinette de Véronne
En plus des œuvres de Pierre, une théorie avancée récemment lui attribue aussi le texte connu sous le nom de « devinette véronaise ». En effet, selon cette théorie, Pierre en serait l'auteur. Nous savons, grâce au travail d'un paléographe en 1924, que deux lignes de textes furent ajoutées à la marge supérieure du recto du troisième feuillet (anciennement probablement le premier) d'un manuscrit. Celui-ci est un codex de recueil liturgique du VIIe siècle provenant de l'Espagne wisigothique par l'entremise de Pise. Grâce à une analyse historique poussée de la paléographie ainsi que de la linguistique, le philologue Aurelio Roncaglia en arrive à la conclusion que la devinette provient d'une main pisane, mais est en langue frioulane. Cela amène donc Roncaglia à poser l'hypothèse que cette devinette proviendrait de la rencontre entre Pierre et Paul Warnefrith de Cividale.
Afin de prouver cette théorie, Roncaglia rappelle que Pierre se trouvait à Pavie en 767. Il fut aperçu par Alcuin, qui était alors en visite à Pavie et se dirigeait vers Rome, en compagnie de l'évêque Aelbrecht. Pierre débattait vivement une question théologique avec un maître juif prénommé Lull, selon les lettres qu'il adressera plus tard à Charlemagne.
De ce fait, Roncaglia théorise que Pierre est le seul qui pouvait écrire vers 767, à Véronne ou à Pavie, la fameuse devinette du manuscrit qui provient de Pise. Il ajoute aussi que seul Pierre pouvait transporter de Pise au Nord ce manuscrit, probablement afin de l'utiliser comme preuve lors de son débat théologique. De plus, il semblerait que seul Paul pouvait offrir le texte frioulan de la devinette à Pierre. C'est avec celui-ci qu'il échangeait des devinettes en latin. Enfin, Pierre dédia aussi une devinette sur le même thème de l'écriture à Charlemagne.

### Décès
Vers 796, Pierre décida de retourner en Italie, à Pavie, et y mourut au plus tard en 799. Cependant, même après sa mort, il est certain que l’influence qu’il eut à la cour de Charlemagne se perpétua.